# Dragó gemmífer
El dragó gemmífer (Naultinus gemmeus) és una espècie de llangardaix de la família Diplodactylidae. És endèmic de l'illa del Sud de Nova Zelanda.
Els subgrups o poblacions de dragons gemmífers que viuen a Otago, Canterbury i Southland es poden distingir pel seu color i marca. Els Canterbury mascles solen ser grisos o marrons amb files grogues, morades i blanques de ratlles o diamants. Les poblacions de d'Otago solen ser verdes amb marques grogues i blanques, i els de Southland solen ser de color verd sòlid.
Menja una gran varietat d'insectes i arnes. També menja baies i, més rarament, nèctar.
Igual que altres dragons de Nova Zelanda estan molt protegits i és il·legal capturar-los o molestar-los. És sovint l'objectiu dels contrabandistes de vida salvatge.

## Descripció
El dragó gemmífer té un cos brillant verd oliva amb ratlles o un patró de diamants a l'esquena, un patró que ha donat a l'espècie el seu nom comú. Els colors que es veuen sovint en les ratlles o en les formes de diamant són blancs, verds pàl·lids o grocs. Aquests colors sovint es delineen amb negre o marró fosc. La part inferior del ventre sol ser de color groc o gris verdós pàl·lid i de vegades també pot tenir ratlles. Sembla que hi ha algunes diferències d'aspecte entre les races d'Otago i Canterbury, així com entre els mascles i les femelles. Tant per la raça d'Otago com la de Canterbury, sembla que les femelles tenen més probabilitats de tenir un patró de joies, mentre que els mascles tenen ratlles o cap patró. Els d'Otago, la boca del dragó amb joies té un revestiment de color blau profund i una llengua negra, mentre que el de Canterbury té un revestiment de la boca de color rosat i una llengua rosa o taronja. El color dels ulls va del marró al color oliva. El dragó amb joies pot arribar a una longitud total de 18 cm amb el cos que normalment mesura uns 6 a 8 cm des de la punta del musell fins a la cloaca. També pot pesar fins a 15 grams i té una vida útil molt llarga que dura almenys 40 anys.
Com altres dragons, té una dieta rica d'insectes i baies que provenen del seu hàbitat de bosc autòcton i arbustos. Tots els dragons de Nova Zelanda, el dragó gemmífer, és omnívors i menja una gran varietat d'insectes com ara arnes i diferents tipus de mosques, i també s'alimenten de baies de plantes autòctones com les del gènere Coprosma. També se sap que els dragons de Nova Zelanda s'alimenten del nèctar de les flors quan estan disponibles.

## Estat de conservació
És una espècie endèmica de l'illa del Sud de Nova Zelanda. Actualment només es troba al sud-est de l'illa, més precisament la població principal es troba a Canterbury i Otago. L'espècie ha experimentat una disminució de la població en els darrers anys, i el 2008 va ser considerada espècie en perill per la Unió Internacional per a la Conservació de la Natura (UICN).

## Cultura popular
Hi ha una gran importància cultural lligada amb el dragó gemmífer i moltes més espècies verdes de dragons. El poble Ngāi Tahu de l'illa del Sud de Nova Zelanda es refereix a aquests dragons com a taonga (un objecte o recurs natural molt apreciat), i són molt considerats en la seva cultura.